# John Diffley
John Francis Xavier Diffley (* 4. März 1958 in New York City) ist ein US-amerikanischer Molekularbiologe.
Diffley studierte an der New York University mit der Promotion 1985 und war als Post-Doktorand am Cold Spring Harbor Laboratory. 1990 ging er nach Großbritannien als Gruppenleiter am Imperial Cancer Research Fund (ab 2002 Cancer Research UK) bei den Clare Hall Laboratories in Hertfordshire. 2006 bis 2015 war er Direktor der Clare-Hall-Laboratorien und stellvertretender Direktor der Laboratorien in London. 2015 wurde er stellvertretender Forschungsdirektor des Francis Crick Institute.
Er ist bekannt für die Erforschung des genauen Ablaufs der Replikation des Genoms bei der Zellteilung, bei der eine genaue Abstimmung der verschiedenen Einzelprozesse der Replikation (die beim Menschen an tausenden verschiedenen Replikationsursprüngen starten) erforderlich ist. 
2016 erhielt er den Louis-Jeantet-Preis. Er ist seit 1998 Mitglied der European Molecular Biology Organization, ist seit 2005 Mitglied der Royal Society, der Academia Europaea (2009), der European Academy of Cancer Studies, der Academy of Medical Sciences und der American Association for the Advancement of Science. 2020 wurde Diffley in die National Academy of Sciences gewählt. 2003 erhielt er den Paul Marks Award und 2019 den Canada Gairdner International Award.